# مارثا ونش
مارثا ونش (31 أكتوبر 1978 - ) (بالإنجليزية: Martha Winch)‏ هي لاعبة كريكت أسترالية. شاركت مع منتخب أستراليا الوطني للكريكت.

## وصلات خارجية
- مارثا ونش على موقع إي آس بي آن كريك إنفو (الإنجليزية)